# Husby Sø
Husby Sø er en lavvandet sø  beliggende vest for Ulfborg  i Husby Sogn i Holstebro Kommune. Husby sø, er på 168 ha. og  har en middeldybde på 1,1 meter, en største dybde på 2,1 meter og et vandvolumen på 1,85 millioner m³. Den er mod syd forbundet med Nørresø, og de to  søer blev oprindelig afvandet til Ringkøbing Fjord. I forbindelse med et større landvindingsprojekt fra 1940-1949, blev de inddiget, og forbindelsen mod syd  blev  afbrudt, og de har nu afløb mod nord til Nissum Fjord via en gravet kanal - Staby Kast.
Husby Sø   er botanisk en af landets artsrigeste søer, og en  del af  Natura 2000 -område nr. 72 Husby Sø og Nørresø.
I 2005 blev der fundet  54 plantearter, hvoraf  der var 41 undervandsplanter, 6 arter af kransnålalger, 1 art af mos og 7 arter af 
flydebladsvegetation. Der blev registreret 14 af landets 19 
vandaksarter samt 3 krydsninger af Vandaks. 10  arter af blomsterplanterne er med på den danske gulliste, dvs. arter med tilbagegang på landsplan de seneste år. Desuden findes arten vandranke 
der er på den danske rødliste (sårbar) og EU-ansvarsart.